# Delta du Pô
Le delta du Pô est l'embouchure du fleuve Pô et la partie Est de la plaine du Pô qui borde la mer Adriatique (Italie) du Nord.

## Géographie
Le delta du Pô est la partie comprise entre la zone de résurgence des eaux, c’est-à-dire environ depuis Stellata à l’ouest de Ferrare et de Rovigo (là où le fleuve se sépare en plusieurs branches) et la côte adriatique, y compris le fleuve Adige au nord et la zone côtière (et marécageuse) qui s’étend jusqu’à Ravenne, Cervia et Cesenatico.

## Géophysique
Il y a un million d’années, la zone entre les deux branches extrêmes de la fourche que présente le fleuve, était entièrement sous les eaux. Cette zone devait s’étendre bien au-delà de ces limites : au nord jusqu’au fleuve Adige qui n’est qu’à une vingtaine de kilomètres et au sud par le fleuve Reno qui descend des Apennins en direction de Bologne, par les trois rivières Lamone, Montone et Ronco qui ont créé les marais de Ravenne, puis par le fleuve Savio et les marais salants de Cervia qui s’étendaient jusqu’à Cesenatico et le Rubicon.

### Ère glaciaire
La plaine du Pô, qui pas plus tard qu’un million d’années, était comprise dans un grand golfe haut-adriatique qui se prolongeait jusqu’aux Alpes occidentales et aux Apennins de la Ligurie. À la suite des grandes glaciations de l’ère quaternaire, la région Émilie-Romagne fut subordonnée alternativement à des périodes d’immersion et de submersion durant lesquelles, tour à tour, se succédèrent des climats continentaux et des climats maritimes liés aux oscillations plus ou moins accentuées du niveau de la mer. Le rythme de tels phénomènes oscillatoires ou eustatiques (mouvements de lente oscillation relative des continents et des mers) provoque une accumulation de formations sédimentaires continentales et marines sur une épaisseur d’environ 4 000 mètres.
À chaque retour de la mer sur les terres immergées de la dépression de la plaine, sa profondeur avait toujours tendance à diminuer puisque le tassement des matériaux sédimentaires était abondamment compensé par l’apport des nouveaux limons par les cours d’eau. Peu à peu, le bassin entier se colmate. Ainsi, à la fin de la dernière glaciation, à la suite de l'abaissement du niveau marin, les terres immergées s’étendaient jusqu’à la hauteur d’Ancône, occupant ainsi toute l’actuelle plate-forme continentale adriatique. Dans celle-ci, le Pô faisait office de collecteur principal et recevait tous les fleuves des Apennins et des Alpes. Les hommes du Paléolithique des Apennins émiliens-romagnols avaient donc la possibilité de descendre dans la vallée et traverser la vaste plaine qui s’étendait à l’est de la zone côtière d’Émilie-Romagne jusqu’aux reliefs de l’Istrie et de la Dalmatie.
Successivement, avec le retrait des glaciers, il y a environ 14 000 ans, la mer retourne à son niveau d’origine. À cette ultime période remonte la sédimentation des terrains limitrophes de la basse plaine qui présentent un grand intérêt dans la production agricole de la région, au-delà des recherches géomorphologiques pour la localisation et la datation des sites d’hommes primitifs.

## La main de l’homme
La transformation des sols, à la suite des mouvements de la mer et des fleuves au cours des millénaires, rend difficile la découverte de traces préhistoriques, si ce n'est celle du passage des Étrusques à Adria (ville qui donna son nom à la mer Adriatique), située entre le Pô et l'Adige dans la province de Rovigo en Vénétie.

### Époque gréco-étrusque et romaine
- Les assèchements des marais dans les environs de Comacchio, principalement celui de Trebba (Valle Trebba) en 1922 ont permis la découverte de la nécropole de Spina, datant autour du VIe siècle av. J.-C. et témoignant de la présence des Étrusques qui y avaient fondé un port de commerce entre les voies de communication fluviale, maritime et terrestre (Reno, Pô et Adriatique). Au cours des assainissements des marais de Pega en 1954-1960 (Valle Pega) et des marais de Mezzano en 1960 (Valla del Mezzano), d’autres importantes découvertes furent mises au jour, aujourd’hui exposées au musée archéologique national de Ferrare[1].

- La pénétration des Romains plus au sud du delta, commence avec la fondation de Senigallia (Sena Gallica 290 av. J.-C.) et de Rimini (Ariminum 268 av. J.-C.) sur l’Adriatique, puis se dirige plus au nord sans créer de colonie au passage. Ce n’est qu’à partir du Ier siècle, alors que les besoins en bois et en matériels de construction (tuiles et briques en terre cuite[2]) augmentent, que les Romains s’établirent dans cette région riche en forêts et en sols argileux. La découverte de nécropoles à Voghenza (Vicus Habentia) à 15 km de Ferrare permet de dater, grâce aux monnaies trouvées de l’époque de Claude Ier (années 41-54) et Maximin Ier le Thrace (235-238), que les Romains étaient installés dans cette zone du Ier et IIIe siècles.

Le découpage romain des terres au sud montre que les Romains se sont employés à assécher les terres par le creusement de canaux de drainage longeant les routes. D’ailleurs les nombreux monuments érigés dans la ville de Ravenne témoignent de leur passage et du travail colossal accompli : l’assèchement des marais et l’exploitation des salines entre Cervia et Cesenatico, la plantation de pinèdes en direction de Ravenne pour retenir le sable en bordure des côtes. Le déclin progressif de Ravenne favorisa le développement de Ferrare qui faisait partie de l’exarchat de Ravenne et dont le nom apparaît dès 754.

### Au Moyen Âge
À cette époque le Pô de Volano, qui passe à Ferrare, était le cours principal jusqu’en 1152, quand le fleuve rompit la digue nord à la jointure des bras, à Ficarolo (province de Rovogo, à 20 km à l’ouest de Ferrare), devenant le cours actuel. Avec ce changement de direction, la zone nord qui s'était stabilisée jusqu'alors, continua son avancée dans la mer, accentuée par le percement de « porto Viro » en 1604 (en deux siècles l'embouchure du Pô de Goro a avancé de 20 km, soit 83 m par an).
Dans Ferrare apparaît une autre branche appelée Pô de Primaro qui se jette dans la mer au nord de Ravenne après avoir effleuré la ville d’Argenta. Cela laisse à penser que vu le peu de moyens et de main-d’œuvre pour lutter contre les brusques changements de la nature, les inondations et le rapide changement de niveau des eaux, devaient décourager les plus opiniâtres.

### DuXVIIeauXIXesiècle

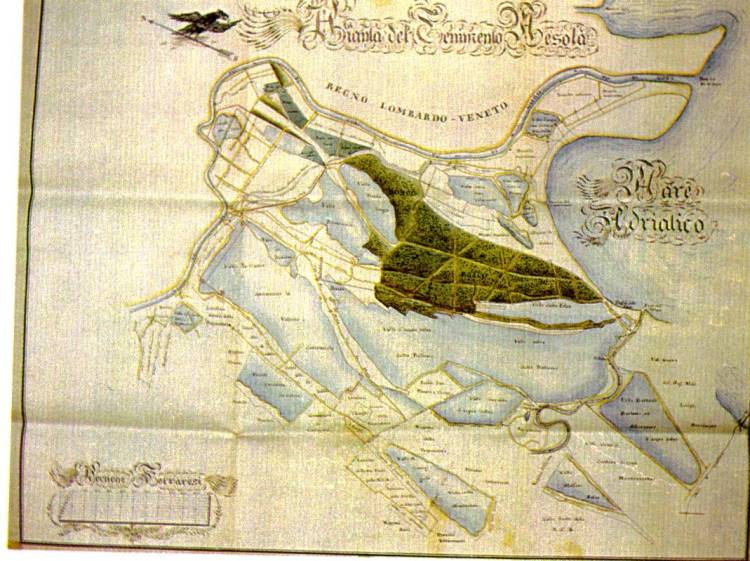
Carte de 1787 montrant le boisement dans le delta.

Depuis le 22 décembre 1605, le « Consortium de San Giorgio » a traversé les époques et malgré les ordonnances juridiques, a maintenu intacte son obsession de sauvegarde du territoire. À travers des assèchements et des accords successifs, l'actuelle subdivision a été étendue de 120 000 hectares compris entre le Pô de Volano au nord, la mer Adriatique à l’est, au fleuve Reno au sud et au Pô de Primaro à l’ouest.  Contrairement à la partie septentrionale de la province, les terres qui forment une unique grande dépression, le territoire de « Polesine de San Giorgio », ne se prête pas à un assèchement avant un soulèvement mécanique des eaux.
La gestion hydraulique arrivera donc d'abord avec le départ des eaux effluentes des terrains plus élevés dans le lit des grandes fosses hydrauliques qui parcouraient la zone (Fosse de Porto, des Massi, de Voghenza), jusqu'à l'embouchure finale constituée par les marais de Comacchio (valli di Commacchio).
D'autant plus qu'à cette époque le fleuve Reno se jetait directement dans le Pô, les rivières et torrents descendant des Apennins créaient de vastes zones marécageuses le long du Primaro, du sud de Ferrare jusqu'à Ravenne. Ces marécages anciennement nommés marais Paduses ont toujours été habités malgré les aléas de la nature.
Il fallut attendre le XVIIIe siècle pour que le creusement du Cavo Benedettino déviant le cours du Reno dans le Primaro et récoltant les eaux des torrents, permit l'assainissement de la région.

### L’ère industrielle

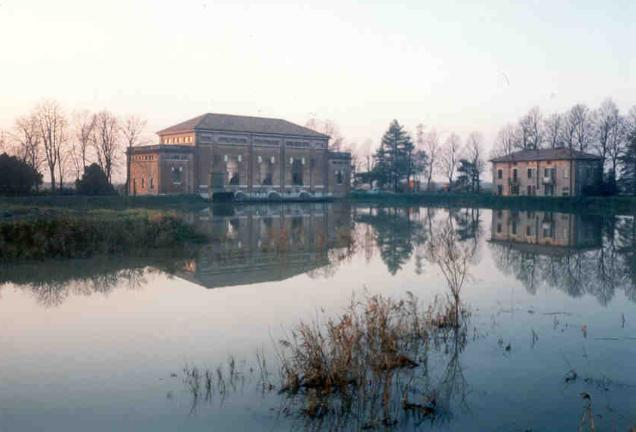
Station de pompage du côte d’Argenta.

Le soulèvement mécanique des eaux des terrains plus bas fut possible à partir de 1872, année de construction de la plus ancienne installation de pompage de Marozzo à Lagosanto, au service de l’assèchement de Gallare. Jusqu'en 1930, d’autres installations sont entrées en service pour l'assèchement des bassins avoisinants, par le creusement, comme le faisaient les Romains, de canaux profonds et des rives arrivant à la hauteur des terres les plus hautes. De là, des pompes, mues par des machines à vapeur, remontent l’eau des zones basses dans ces canaux qui se déversent ensuite dans la mer.
Ainsi aujourd’hui, le Pô de Volano, de Goro et Primaro, les rivières Reno et Lemone sont tous reliés par des canaux qui aboutissent dans la mer, permettant l’assèchement de toutes les terres du delta à l’exception des marais de Comacchio (le plus grand) et deux ou trois autres petits marais ; les terres ainsi asséchées furent consacrées à l’agriculture.
Avec les dernières interventions imposantes d’assainissement des marais de Mezzano et de Pega, effectuées par l'« Organisme pour la Colonisation du Delta de la plaine du Pô », 20 000 nouveaux hectares de terres cultivables sont passés en 1989 en gestion au Consortium.

## Les parcs régionaux et la Réserve de biosphère
Les problèmes d’écologie et de sauvegarde de la nature ont poussé les hommes à prendre conscience de l’environnement et à définir des lois et des zones à respecter.
Il est conseillé aux touristes qui remontent vers le nord en direction de Venise, d’emprunter la « Roméa » (N309) de Ravenne à Mestre, le long de la côte, et d’admirer les marais de Comacchio (surtout hors période d’été, quand les arbres sont démunis de feuillage) et de visiter les principales villes historiques (attention: route extrêmement encombrée et limitée à 50 km/h presque tout du long).
En 2015, le delta du Pô est reconnu Réserve de biosphère par l'Unesco.

### Parc régional du delta du Pô d'Émilie-Romagne
C’est une aire protégée qui couvre 52 000 hectares de la région Émilie-Romagne, qui s’étend du Pô de Goro et qui couvre tout le delta historique du Pô, englobant également les embouchures des fleuves Reno, Lamone et Bevano. Il inclut entre autres les zones humides et saumâtres de la côte adriatique et l’arrière-pays immédiat : la poche de Goro, les marais de Comacchio, les terres de Ravenne, les salines de Cervia, les forêts d’Argenta et les pinèdes du Lido di Classe à l’embouchure du Savio au nord de Cervia.
- Monuments à l’intérieur du parc : l’abbatiale de Pomposa, l’église de San Giorgio, St. Appolinaire in Classe, les canaux de régulation hydraulique et les centres historiques de Mesola, Comacchio, Ravenne et Cervia.

### Parc régional du Delta du Pô de Vénétie
Il s’étend du Pô de Goro jusqu’au fleuve Adige et comprend les 9 communes de la province de Rovigo, avec une population d’environ 73 000 habitants à l’intérieur des limites du parc, pour 786 km2 d’extension et 120 km2 de zone protégée.
La formation du parc est due au dépôt de sédiments qui, sur une longue période, a contribué à l’avancement progressif de la ligne côtière. Ces dépôts de sédiments se sont surtout accumulés dans cette direction après 1604, quand la république de Venise fit dévier le cours du bras nord du Pô (à Taglio di Po aux environs d'Adria) plus au sud vers la poche de Goro dans le but de préserver la lagune de Venise de l'ensablement (opération appelée Taglio di Porto Viro).  
Le parc du delta du Pô possède la plus vaste extension de zone humide protégée d’Italie. La flore est variée au point de compter environ un millier d’espèces diverses. Même remarque en ce qui concerne la faune, avec plus de 400 espèces différentes, entre les mammifères, reptiles, amphibiens et poissons.
La présence d’oiseaux est révélatrice avec plus de 300 espèces (nidification et hibernation), elle fait du delta du Pô la plus importante zone ornithologique italienne et une des plus connues d’Europe par les observateurs d’oiseaux.

### Parc naturel interrégional du delta du Pô
C’est le nom de la loi cadre (N°.334 de 1991) qui avait fixé pour le parc que les régions de Vénétie et d’Émilie-Romagne auraient dû se concerter avec le Ministère de l’environnement, dans le territoire qui s’étend de Rovigo à Ferrare en correspondance avec l’embouchure du Pô.
Des années de polémiques et de débats ont empêché les administrations régionales, provinciales et communales concernées d’arriver à un accord pour la gestion conjointe de la zone protégée.
La delta du Pô est d’un exceptionnel intérêt naturel, paysager et historique. De plus, il fait partie du patrimoine de l’humanité de l’UNESCO. Il est densément peuplé et son territoire est soumis à de forts intérêts économiques, par la présence par exemple, de vastes zones de pêche, d’élevage, de cultures, de production d’énergie et d’intérêts touristiques.

## Économie

### Tourisme
- Balnéaire tout au long du littoral.
- Historique dans les villes de Ferrare, Comacchio, Ravenne.